# Maćedonce (Retkocersko)
Maćedonce (Retkocersko) es un pueblo ubicado en la municipalidad de Medveđa, en el distrito de Jablanica, Serbia.

## Superficie
Posee una superficie de 10,96 kilómetros cuadrados.

## Demografía
Hasta 2011 la población era de 37 habitantes, con una densidad de población de 3,377 habitantes por kilómetro cuadrado.